# Oleg Janowitsch Wiro

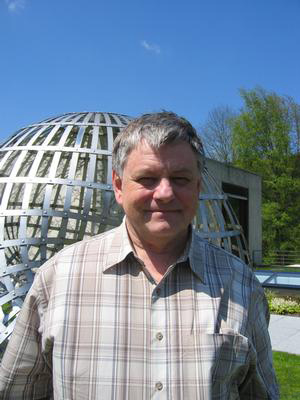
Oleg Viro 2008

Oleg Janowitsch Wiro, russisch Олег Янович Виро (; * 13. Mai 1948 in Leningrad) ist ein russischer Mathematiker, der sich mit Topologie und reeller algebraischer Geometrie beschäftigt.

## Leben
Wiro promovierte (Kandidatentitel) 1974 an der Universität Leningrad bei Wladimir Abramowitsch Rochlin (Topologische Invarianten verzweigter Überlagerungen von Mannigfaltigkeiten mit Rändern). Er war danach Professor an der Staatlichen Universität Leningrad (ab 1974 Assistenzprofessor, ab 1980 Dozent, 1986 bis 1990 Professor), wo er sich 1983 habilitierte (russischer Doktortitel, Reelle algebraische Varietäten mit vorgeschriebenen topologischen Eigenschaften). Seit 1986 war er außerdem Mitglied des Steklow-Instituts in Leningrad (LOMI), wo er 1988 bis 1992 das Labor für Geometrie und Topologie leitete. 1992 ging er an die University of California, Riverside, wo er bis 1997 Professor für Topologie war. Ab 1994 war er außerdem Professor an der Universität Uppsala, wo er aber (wie auch die Mathematikerin Burglind Jöricke) 2007 zum Rücktritt gezwungen wurde. Der Rücktritt beruhte auf Zerwürfnissen in der Fakultät und verursachte Protestbriefe unter anderem des früheren Präsidenten der IMU Lennart Carleson und des Präsidenten der Europäischen Mathematischen Gesellschaft Ari Laptev. Seit 2008 ist er Professor an der State University of New York at Stony Brook und ist außerdem nach wie vor am Steklow-Institut in Sankt Petersburg. Er war unter anderem Gastprofessor an der Universität Paris VII (2000) und an der University of California, Berkeley (2004).
1975 gewann er den Preis für junge Mathematiker der St. Petersburger Mathematischen Gesellschaft.
Wiro führte „Schnitt- und Klebetechniken“ für Varietäten in die reelle algebraische Geometrie ein, mit denen er deren Topologie untersuchte und zum Beispiel die nicht singulären ebenen projektiven Kurven vom Grad 7 topologisch vollständig klassifizieren konnte (bis auf Isotopie). Dies war ein Beitrag zum 16. Hilbert-Problem. Die Technik ist einer der Bausteine der Tropischen Geometrie. Mit seinem Doktoranden Wladimir Turajew führte er eine nach beiden benannte Invariante in die topologische Quantenfeldtheorie ein.
Wiro war Invited Speaker auf dem ICM 1983 in Warschau (Progress in the last five years in topology of real algebraic varieties). 2000 hielt er einen Plenarvortrag auf dem Europäischen Mathematikerkongress in Barcelona (Dequantization of real algebraic geometry on a logarithmic paper). 1997 erhielt er den schwedischen Göran Gustafsson Preis. Er ist Fellow der American Mathematical Society.
Er ist verheiratet und hat zwei Kinder. Neben der russischen hat er die schwedische Staatsbürgerschaft.